# Blow Up Your Video
Blow Up Your Video é o décimo primeiro álbum de estúdio da banda AC/DC, não foi muito bem sucedido como os álbuns anteriores: Back in Black (1980) e For Those About to Rock We Salute You (1981). Foi lançado em 18 de Janeiro de 1988. Durante a turnê do disco, Malcolm teve problemas com a bebida e foi substituído por seu sobrinho no fim da turnê. Por serem parecidos, não causou tanto impacto nos fãs pois não teve tanta divulgação como os outros álbuns. Apesar do fracasso relativo, traz músicas como "Heatseeker" e "That's The Way I Wanna Rock N Roll" sendo as principais músicas do álbum.

## Lista de faixas
Todas as faixas por Malcolm Young, Angus Young e Brian Johnson.
1. "Heatseeker" – 3:50
2. "That's The Way I Wanna Rock 'n' Roll" – 3:43
3. "Meanstreak" – 4:08
4. "Go Zone" – 4:26
5. "Kissin' Dynamite" – 3:58
6. "Nick of Time" – 4:16
7. "Some Sin for Nuthin'" – 4:11
8. "Ruff Stuff" – 4:34
9. "Two's Up" – 5:25
10. "This Means War" – 4:23

| Críticas profissionais | Críticas profissionais |
| Avaliações da crítica  | Avaliações da crítica  |
| Fonte                  | Avaliação              |
| ---------------------- | ---------------------- |
| Allmusic               | [ 1 ]                  |

## Paradas musicais
| País/Paradas (1988)                   | Melhor posição |
| ------------------------------------- | -------------- |
| Austrália (ARIA)                      | 2              |
| Áustria (Ö3 Austria Top 40)           | 15             |
| Países Baixos (Dutch Charts)          | 26             |
| Alemanha (Offizielle Deutsche Charts) | 4              |
| Nova Zelândia (RMNZ)                  | 4              |
| Noruega (VG-lista)                    | 3              |
| Suécia (Sverigetopplistan)            | 4              |
| Suíça (Schweizer Hitparade)           | 4              |
| Reino Unido (UK Albums Chart)         | 2              |
| Estados Unidos (Billboard 200)        | 12             |

## Créditos
- Brian Johnson – Vocal
- Angus Young – Guitarra
- Malcolm Young – Guitarra rítmica, vocal de apoio
- Cliff Williams – Baixo, vocal de apoio
- Simon Wright – Bateria, percussão